# Матч за звание чемпиона мира по шахматам 1957

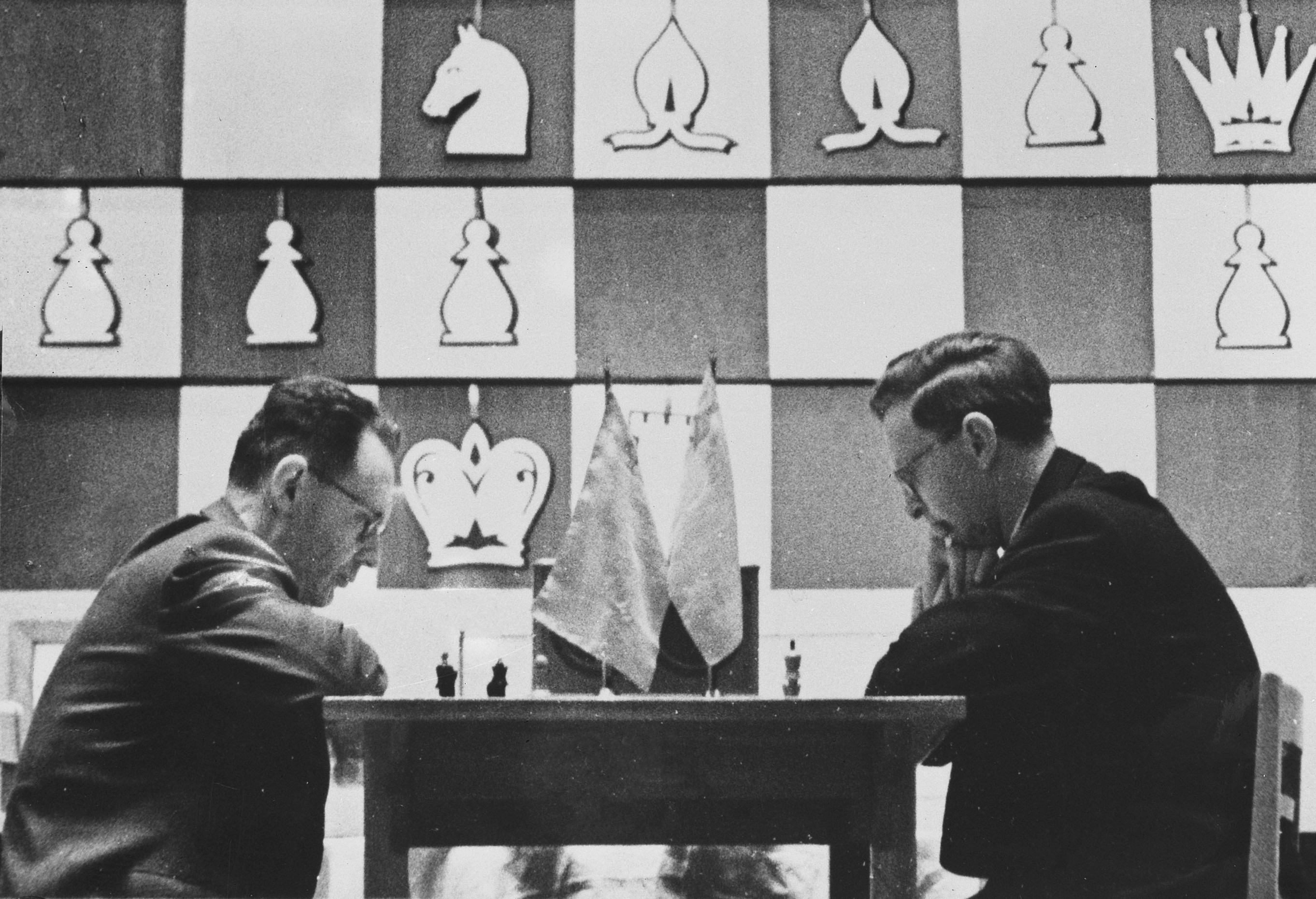
Ботвинник (слева) и Смыслов во время матча за звание чемпиона мира в апреле 1957 года

Матч на первенство мира по шахматам между чемпионом мира Михаилом Ботвинником и победителем турнира претендентов Василием Смысловым проходил с 5 марта по 27 апреля 1957 года в Москве.
Регламент матча: 24 партии на большинство, при счёте 12:12 чемпион сохраняет звание.
Главный арбитр — Гидеон Штальберг (Швеция).
Смыслов одержал победу над М.Ботвинником со счётом 12½:9½ (+6−3=13) и стал 7-м чемпионом мира. Ботвинник получил право на матч-реванш, в котором обыграл Смыслова.

## Таблица матча
| № | Участники    | 1 | 2 | 3 | 4 | 5 | 6 | 7 | 8 | 9 | 10 | 11 | 12 | 13 | 14 | 15 | 16 | 17 | 18 | 19 | 20 | 21 | 22 | Очки |
| - | ------------ | - | - | - | - | - | - | - | - | - | -- | -- | -- | -- | -- | -- | -- | -- | -- | -- | -- | -- | -- | ---- |
| 1 | Смыслов В.   | 1 | ½ | ½ | 0 | 0 | 1 | ½ | 1 | ½ | ½  | ½  | 1  | 0  | ½  | ½  | ½  | 1  | ½  | ½  | 1  | ½  | ½  | 12½  |
| 2 | Ботвинник М. | 0 | ½ | ½ | 1 | 1 | 0 | ½ | 0 | ½ | ½  | ½  | 0  | 1  | ½  | ½  | ½  | 0  | ½  | ½  | 0  | ½  | ½  | 9½   |

## Примечательные партии

### Смыслов — Ботвинник
|   | a | b | c | d | e | f | g | h |   |
| - | --- | --- | --- | --- | --- | --- | --- | --- | - |
| 8 | b8 чёрная ладья · d8 чёрная ладья · a7 чёрная пешка · b7 белый слон · c7 чёрная пешка · f7 чёрный король · g7 чёрный слон · h7 чёрная пешка · c6 белая пешка · e6 чёрная пешка · g6 чёрная пешка · b5 белый конь · d5 чёрный конь · e5 белая пешка · f5 чёрная пешка · f4 белая пешка · e3 белая пешка · h3 белая пешка · a2 белая пешка · b2 белая пешка · c1 белый король · d1 белая ладья · h1 белая ладья | b8 чёрная ладья · d8 чёрная ладья · a7 чёрная пешка · b7 белый слон · c7 чёрная пешка · f7 чёрный король · g7 чёрный слон · h7 чёрная пешка · c6 белая пешка · e6 чёрная пешка · g6 чёрная пешка · b5 белый конь · d5 чёрный конь · e5 белая пешка · f5 чёрная пешка · f4 белая пешка · e3 белая пешка · h3 белая пешка · a2 белая пешка · b2 белая пешка · c1 белый король · d1 белая ладья · h1 белая ладья | b8 чёрная ладья · d8 чёрная ладья · a7 чёрная пешка · b7 белый слон · c7 чёрная пешка · f7 чёрный король · g7 чёрный слон · h7 чёрная пешка · c6 белая пешка · e6 чёрная пешка · g6 чёрная пешка · b5 белый конь · d5 чёрный конь · e5 белая пешка · f5 чёрная пешка · f4 белая пешка · e3 белая пешка · h3 белая пешка · a2 белая пешка · b2 белая пешка · c1 белый король · d1 белая ладья · h1 белая ладья | b8 чёрная ладья · d8 чёрная ладья · a7 чёрная пешка · b7 белый слон · c7 чёрная пешка · f7 чёрный король · g7 чёрный слон · h7 чёрная пешка · c6 белая пешка · e6 чёрная пешка · g6 чёрная пешка · b5 белый конь · d5 чёрный конь · e5 белая пешка · f5 чёрная пешка · f4 белая пешка · e3 белая пешка · h3 белая пешка · a2 белая пешка · b2 белая пешка · c1 белый король · d1 белая ладья · h1 белая ладья | b8 чёрная ладья · d8 чёрная ладья · a7 чёрная пешка · b7 белый слон · c7 чёрная пешка · f7 чёрный король · g7 чёрный слон · h7 чёрная пешка · c6 белая пешка · e6 чёрная пешка · g6 чёрная пешка · b5 белый конь · d5 чёрный конь · e5 белая пешка · f5 чёрная пешка · f4 белая пешка · e3 белая пешка · h3 белая пешка · a2 белая пешка · b2 белая пешка · c1 белый король · d1 белая ладья · h1 белая ладья | b8 чёрная ладья · d8 чёрная ладья · a7 чёрная пешка · b7 белый слон · c7 чёрная пешка · f7 чёрный король · g7 чёрный слон · h7 чёрная пешка · c6 белая пешка · e6 чёрная пешка · g6 чёрная пешка · b5 белый конь · d5 чёрный конь · e5 белая пешка · f5 чёрная пешка · f4 белая пешка · e3 белая пешка · h3 белая пешка · a2 белая пешка · b2 белая пешка · c1 белый король · d1 белая ладья · h1 белая ладья | b8 чёрная ладья · d8 чёрная ладья · a7 чёрная пешка · b7 белый слон · c7 чёрная пешка · f7 чёрный король · g7 чёрный слон · h7 чёрная пешка · c6 белая пешка · e6 чёрная пешка · g6 чёрная пешка · b5 белый конь · d5 чёрный конь · e5 белая пешка · f5 чёрная пешка · f4 белая пешка · e3 белая пешка · h3 белая пешка · a2 белая пешка · b2 белая пешка · c1 белый король · d1 белая ладья · h1 белая ладья | b8 чёрная ладья · d8 чёрная ладья · a7 чёрная пешка · b7 белый слон · c7 чёрная пешка · f7 чёрный король · g7 чёрный слон · h7 чёрная пешка · c6 белая пешка · e6 чёрная пешка · g6 чёрная пешка · b5 белый конь · d5 чёрный конь · e5 белая пешка · f5 чёрная пешка · f4 белая пешка · e3 белая пешка · h3 белая пешка · a2 белая пешка · b2 белая пешка · c1 белый король · d1 белая ладья · h1 белая ладья | 8 |
| 7 | b8 чёрная ладья · d8 чёрная ладья · a7 чёрная пешка · b7 белый слон · c7 чёрная пешка · f7 чёрный король · g7 чёрный слон · h7 чёрная пешка · c6 белая пешка · e6 чёрная пешка · g6 чёрная пешка · b5 белый конь · d5 чёрный конь · e5 белая пешка · f5 чёрная пешка · f4 белая пешка · e3 белая пешка · h3 белая пешка · a2 белая пешка · b2 белая пешка · c1 белый король · d1 белая ладья · h1 белая ладья | b8 чёрная ладья · d8 чёрная ладья · a7 чёрная пешка · b7 белый слон · c7 чёрная пешка · f7 чёрный король · g7 чёрный слон · h7 чёрная пешка · c6 белая пешка · e6 чёрная пешка · g6 чёрная пешка · b5 белый конь · d5 чёрный конь · e5 белая пешка · f5 чёрная пешка · f4 белая пешка · e3 белая пешка · h3 белая пешка · a2 белая пешка · b2 белая пешка · c1 белый король · d1 белая ладья · h1 белая ладья | b8 чёрная ладья · d8 чёрная ладья · a7 чёрная пешка · b7 белый слон · c7 чёрная пешка · f7 чёрный король · g7 чёрный слон · h7 чёрная пешка · c6 белая пешка · e6 чёрная пешка · g6 чёрная пешка · b5 белый конь · d5 чёрный конь · e5 белая пешка · f5 чёрная пешка · f4 белая пешка · e3 белая пешка · h3 белая пешка · a2 белая пешка · b2 белая пешка · c1 белый король · d1 белая ладья · h1 белая ладья | b8 чёрная ладья · d8 чёрная ладья · a7 чёрная пешка · b7 белый слон · c7 чёрная пешка · f7 чёрный король · g7 чёрный слон · h7 чёрная пешка · c6 белая пешка · e6 чёрная пешка · g6 чёрная пешка · b5 белый конь · d5 чёрный конь · e5 белая пешка · f5 чёрная пешка · f4 белая пешка · e3 белая пешка · h3 белая пешка · a2 белая пешка · b2 белая пешка · c1 белый король · d1 белая ладья · h1 белая ладья | b8 чёрная ладья · d8 чёрная ладья · a7 чёрная пешка · b7 белый слон · c7 чёрная пешка · f7 чёрный король · g7 чёрный слон · h7 чёрная пешка · c6 белая пешка · e6 чёрная пешка · g6 чёрная пешка · b5 белый конь · d5 чёрный конь · e5 белая пешка · f5 чёрная пешка · f4 белая пешка · e3 белая пешка · h3 белая пешка · a2 белая пешка · b2 белая пешка · c1 белый король · d1 белая ладья · h1 белая ладья | b8 чёрная ладья · d8 чёрная ладья · a7 чёрная пешка · b7 белый слон · c7 чёрная пешка · f7 чёрный король · g7 чёрный слон · h7 чёрная пешка · c6 белая пешка · e6 чёрная пешка · g6 чёрная пешка · b5 белый конь · d5 чёрный конь · e5 белая пешка · f5 чёрная пешка · f4 белая пешка · e3 белая пешка · h3 белая пешка · a2 белая пешка · b2 белая пешка · c1 белый король · d1 белая ладья · h1 белая ладья | b8 чёрная ладья · d8 чёрная ладья · a7 чёрная пешка · b7 белый слон · c7 чёрная пешка · f7 чёрный король · g7 чёрный слон · h7 чёрная пешка · c6 белая пешка · e6 чёрная пешка · g6 чёрная пешка · b5 белый конь · d5 чёрный конь · e5 белая пешка · f5 чёрная пешка · f4 белая пешка · e3 белая пешка · h3 белая пешка · a2 белая пешка · b2 белая пешка · c1 белый король · d1 белая ладья · h1 белая ладья | b8 чёрная ладья · d8 чёрная ладья · a7 чёрная пешка · b7 белый слон · c7 чёрная пешка · f7 чёрный король · g7 чёрный слон · h7 чёрная пешка · c6 белая пешка · e6 чёрная пешка · g6 чёрная пешка · b5 белый конь · d5 чёрный конь · e5 белая пешка · f5 чёрная пешка · f4 белая пешка · e3 белая пешка · h3 белая пешка · a2 белая пешка · b2 белая пешка · c1 белый король · d1 белая ладья · h1 белая ладья | 7 |
| 6 | b8 чёрная ладья · d8 чёрная ладья · a7 чёрная пешка · b7 белый слон · c7 чёрная пешка · f7 чёрный король · g7 чёрный слон · h7 чёрная пешка · c6 белая пешка · e6 чёрная пешка · g6 чёрная пешка · b5 белый конь · d5 чёрный конь · e5 белая пешка · f5 чёрная пешка · f4 белая пешка · e3 белая пешка · h3 белая пешка · a2 белая пешка · b2 белая пешка · c1 белый король · d1 белая ладья · h1 белая ладья | b8 чёрная ладья · d8 чёрная ладья · a7 чёрная пешка · b7 белый слон · c7 чёрная пешка · f7 чёрный король · g7 чёрный слон · h7 чёрная пешка · c6 белая пешка · e6 чёрная пешка · g6 чёрная пешка · b5 белый конь · d5 чёрный конь · e5 белая пешка · f5 чёрная пешка · f4 белая пешка · e3 белая пешка · h3 белая пешка · a2 белая пешка · b2 белая пешка · c1 белый король · d1 белая ладья · h1 белая ладья | b8 чёрная ладья · d8 чёрная ладья · a7 чёрная пешка · b7 белый слон · c7 чёрная пешка · f7 чёрный король · g7 чёрный слон · h7 чёрная пешка · c6 белая пешка · e6 чёрная пешка · g6 чёрная пешка · b5 белый конь · d5 чёрный конь · e5 белая пешка · f5 чёрная пешка · f4 белая пешка · e3 белая пешка · h3 белая пешка · a2 белая пешка · b2 белая пешка · c1 белый король · d1 белая ладья · h1 белая ладья | b8 чёрная ладья · d8 чёрная ладья · a7 чёрная пешка · b7 белый слон · c7 чёрная пешка · f7 чёрный король · g7 чёрный слон · h7 чёрная пешка · c6 белая пешка · e6 чёрная пешка · g6 чёрная пешка · b5 белый конь · d5 чёрный конь · e5 белая пешка · f5 чёрная пешка · f4 белая пешка · e3 белая пешка · h3 белая пешка · a2 белая пешка · b2 белая пешка · c1 белый король · d1 белая ладья · h1 белая ладья | b8 чёрная ладья · d8 чёрная ладья · a7 чёрная пешка · b7 белый слон · c7 чёрная пешка · f7 чёрный король · g7 чёрный слон · h7 чёрная пешка · c6 белая пешка · e6 чёрная пешка · g6 чёрная пешка · b5 белый конь · d5 чёрный конь · e5 белая пешка · f5 чёрная пешка · f4 белая пешка · e3 белая пешка · h3 белая пешка · a2 белая пешка · b2 белая пешка · c1 белый король · d1 белая ладья · h1 белая ладья | b8 чёрная ладья · d8 чёрная ладья · a7 чёрная пешка · b7 белый слон · c7 чёрная пешка · f7 чёрный король · g7 чёрный слон · h7 чёрная пешка · c6 белая пешка · e6 чёрная пешка · g6 чёрная пешка · b5 белый конь · d5 чёрный конь · e5 белая пешка · f5 чёрная пешка · f4 белая пешка · e3 белая пешка · h3 белая пешка · a2 белая пешка · b2 белая пешка · c1 белый король · d1 белая ладья · h1 белая ладья | b8 чёрная ладья · d8 чёрная ладья · a7 чёрная пешка · b7 белый слон · c7 чёрная пешка · f7 чёрный король · g7 чёрный слон · h7 чёрная пешка · c6 белая пешка · e6 чёрная пешка · g6 чёрная пешка · b5 белый конь · d5 чёрный конь · e5 белая пешка · f5 чёрная пешка · f4 белая пешка · e3 белая пешка · h3 белая пешка · a2 белая пешка · b2 белая пешка · c1 белый король · d1 белая ладья · h1 белая ладья | b8 чёрная ладья · d8 чёрная ладья · a7 чёрная пешка · b7 белый слон · c7 чёрная пешка · f7 чёрный король · g7 чёрный слон · h7 чёрная пешка · c6 белая пешка · e6 чёрная пешка · g6 чёрная пешка · b5 белый конь · d5 чёрный конь · e5 белая пешка · f5 чёрная пешка · f4 белая пешка · e3 белая пешка · h3 белая пешка · a2 белая пешка · b2 белая пешка · c1 белый король · d1 белая ладья · h1 белая ладья | 6 |
| 5 | b8 чёрная ладья · d8 чёрная ладья · a7 чёрная пешка · b7 белый слон · c7 чёрная пешка · f7 чёрный король · g7 чёрный слон · h7 чёрная пешка · c6 белая пешка · e6 чёрная пешка · g6 чёрная пешка · b5 белый конь · d5 чёрный конь · e5 белая пешка · f5 чёрная пешка · f4 белая пешка · e3 белая пешка · h3 белая пешка · a2 белая пешка · b2 белая пешка · c1 белый король · d1 белая ладья · h1 белая ладья | b8 чёрная ладья · d8 чёрная ладья · a7 чёрная пешка · b7 белый слон · c7 чёрная пешка · f7 чёрный король · g7 чёрный слон · h7 чёрная пешка · c6 белая пешка · e6 чёрная пешка · g6 чёрная пешка · b5 белый конь · d5 чёрный конь · e5 белая пешка · f5 чёрная пешка · f4 белая пешка · e3 белая пешка · h3 белая пешка · a2 белая пешка · b2 белая пешка · c1 белый король · d1 белая ладья · h1 белая ладья | b8 чёрная ладья · d8 чёрная ладья · a7 чёрная пешка · b7 белый слон · c7 чёрная пешка · f7 чёрный король · g7 чёрный слон · h7 чёрная пешка · c6 белая пешка · e6 чёрная пешка · g6 чёрная пешка · b5 белый конь · d5 чёрный конь · e5 белая пешка · f5 чёрная пешка · f4 белая пешка · e3 белая пешка · h3 белая пешка · a2 белая пешка · b2 белая пешка · c1 белый король · d1 белая ладья · h1 белая ладья | b8 чёрная ладья · d8 чёрная ладья · a7 чёрная пешка · b7 белый слон · c7 чёрная пешка · f7 чёрный король · g7 чёрный слон · h7 чёрная пешка · c6 белая пешка · e6 чёрная пешка · g6 чёрная пешка · b5 белый конь · d5 чёрный конь · e5 белая пешка · f5 чёрная пешка · f4 белая пешка · e3 белая пешка · h3 белая пешка · a2 белая пешка · b2 белая пешка · c1 белый король · d1 белая ладья · h1 белая ладья | b8 чёрная ладья · d8 чёрная ладья · a7 чёрная пешка · b7 белый слон · c7 чёрная пешка · f7 чёрный король · g7 чёрный слон · h7 чёрная пешка · c6 белая пешка · e6 чёрная пешка · g6 чёрная пешка · b5 белый конь · d5 чёрный конь · e5 белая пешка · f5 чёрная пешка · f4 белая пешка · e3 белая пешка · h3 белая пешка · a2 белая пешка · b2 белая пешка · c1 белый король · d1 белая ладья · h1 белая ладья | b8 чёрная ладья · d8 чёрная ладья · a7 чёрная пешка · b7 белый слон · c7 чёрная пешка · f7 чёрный король · g7 чёрный слон · h7 чёрная пешка · c6 белая пешка · e6 чёрная пешка · g6 чёрная пешка · b5 белый конь · d5 чёрный конь · e5 белая пешка · f5 чёрная пешка · f4 белая пешка · e3 белая пешка · h3 белая пешка · a2 белая пешка · b2 белая пешка · c1 белый король · d1 белая ладья · h1 белая ладья | b8 чёрная ладья · d8 чёрная ладья · a7 чёрная пешка · b7 белый слон · c7 чёрная пешка · f7 чёрный король · g7 чёрный слон · h7 чёрная пешка · c6 белая пешка · e6 чёрная пешка · g6 чёрная пешка · b5 белый конь · d5 чёрный конь · e5 белая пешка · f5 чёрная пешка · f4 белая пешка · e3 белая пешка · h3 белая пешка · a2 белая пешка · b2 белая пешка · c1 белый король · d1 белая ладья · h1 белая ладья | b8 чёрная ладья · d8 чёрная ладья · a7 чёрная пешка · b7 белый слон · c7 чёрная пешка · f7 чёрный король · g7 чёрный слон · h7 чёрная пешка · c6 белая пешка · e6 чёрная пешка · g6 чёрная пешка · b5 белый конь · d5 чёрный конь · e5 белая пешка · f5 чёрная пешка · f4 белая пешка · e3 белая пешка · h3 белая пешка · a2 белая пешка · b2 белая пешка · c1 белый король · d1 белая ладья · h1 белая ладья | 5 |
| 4 | b8 чёрная ладья · d8 чёрная ладья · a7 чёрная пешка · b7 белый слон · c7 чёрная пешка · f7 чёрный король · g7 чёрный слон · h7 чёрная пешка · c6 белая пешка · e6 чёрная пешка · g6 чёрная пешка · b5 белый конь · d5 чёрный конь · e5 белая пешка · f5 чёрная пешка · f4 белая пешка · e3 белая пешка · h3 белая пешка · a2 белая пешка · b2 белая пешка · c1 белый король · d1 белая ладья · h1 белая ладья | b8 чёрная ладья · d8 чёрная ладья · a7 чёрная пешка · b7 белый слон · c7 чёрная пешка · f7 чёрный король · g7 чёрный слон · h7 чёрная пешка · c6 белая пешка · e6 чёрная пешка · g6 чёрная пешка · b5 белый конь · d5 чёрный конь · e5 белая пешка · f5 чёрная пешка · f4 белая пешка · e3 белая пешка · h3 белая пешка · a2 белая пешка · b2 белая пешка · c1 белый король · d1 белая ладья · h1 белая ладья | b8 чёрная ладья · d8 чёрная ладья · a7 чёрная пешка · b7 белый слон · c7 чёрная пешка · f7 чёрный король · g7 чёрный слон · h7 чёрная пешка · c6 белая пешка · e6 чёрная пешка · g6 чёрная пешка · b5 белый конь · d5 чёрный конь · e5 белая пешка · f5 чёрная пешка · f4 белая пешка · e3 белая пешка · h3 белая пешка · a2 белая пешка · b2 белая пешка · c1 белый король · d1 белая ладья · h1 белая ладья | b8 чёрная ладья · d8 чёрная ладья · a7 чёрная пешка · b7 белый слон · c7 чёрная пешка · f7 чёрный король · g7 чёрный слон · h7 чёрная пешка · c6 белая пешка · e6 чёрная пешка · g6 чёрная пешка · b5 белый конь · d5 чёрный конь · e5 белая пешка · f5 чёрная пешка · f4 белая пешка · e3 белая пешка · h3 белая пешка · a2 белая пешка · b2 белая пешка · c1 белый король · d1 белая ладья · h1 белая ладья | b8 чёрная ладья · d8 чёрная ладья · a7 чёрная пешка · b7 белый слон · c7 чёрная пешка · f7 чёрный король · g7 чёрный слон · h7 чёрная пешка · c6 белая пешка · e6 чёрная пешка · g6 чёрная пешка · b5 белый конь · d5 чёрный конь · e5 белая пешка · f5 чёрная пешка · f4 белая пешка · e3 белая пешка · h3 белая пешка · a2 белая пешка · b2 белая пешка · c1 белый король · d1 белая ладья · h1 белая ладья | b8 чёрная ладья · d8 чёрная ладья · a7 чёрная пешка · b7 белый слон · c7 чёрная пешка · f7 чёрный король · g7 чёрный слон · h7 чёрная пешка · c6 белая пешка · e6 чёрная пешка · g6 чёрная пешка · b5 белый конь · d5 чёрный конь · e5 белая пешка · f5 чёрная пешка · f4 белая пешка · e3 белая пешка · h3 белая пешка · a2 белая пешка · b2 белая пешка · c1 белый король · d1 белая ладья · h1 белая ладья | b8 чёрная ладья · d8 чёрная ладья · a7 чёрная пешка · b7 белый слон · c7 чёрная пешка · f7 чёрный король · g7 чёрный слон · h7 чёрная пешка · c6 белая пешка · e6 чёрная пешка · g6 чёрная пешка · b5 белый конь · d5 чёрный конь · e5 белая пешка · f5 чёрная пешка · f4 белая пешка · e3 белая пешка · h3 белая пешка · a2 белая пешка · b2 белая пешка · c1 белый король · d1 белая ладья · h1 белая ладья | b8 чёрная ладья · d8 чёрная ладья · a7 чёрная пешка · b7 белый слон · c7 чёрная пешка · f7 чёрный король · g7 чёрный слон · h7 чёрная пешка · c6 белая пешка · e6 чёрная пешка · g6 чёрная пешка · b5 белый конь · d5 чёрный конь · e5 белая пешка · f5 чёрная пешка · f4 белая пешка · e3 белая пешка · h3 белая пешка · a2 белая пешка · b2 белая пешка · c1 белый король · d1 белая ладья · h1 белая ладья | 4 |
| 3 | b8 чёрная ладья · d8 чёрная ладья · a7 чёрная пешка · b7 белый слон · c7 чёрная пешка · f7 чёрный король · g7 чёрный слон · h7 чёрная пешка · c6 белая пешка · e6 чёрная пешка · g6 чёрная пешка · b5 белый конь · d5 чёрный конь · e5 белая пешка · f5 чёрная пешка · f4 белая пешка · e3 белая пешка · h3 белая пешка · a2 белая пешка · b2 белая пешка · c1 белый король · d1 белая ладья · h1 белая ладья | b8 чёрная ладья · d8 чёрная ладья · a7 чёрная пешка · b7 белый слон · c7 чёрная пешка · f7 чёрный король · g7 чёрный слон · h7 чёрная пешка · c6 белая пешка · e6 чёрная пешка · g6 чёрная пешка · b5 белый конь · d5 чёрный конь · e5 белая пешка · f5 чёрная пешка · f4 белая пешка · e3 белая пешка · h3 белая пешка · a2 белая пешка · b2 белая пешка · c1 белый король · d1 белая ладья · h1 белая ладья | b8 чёрная ладья · d8 чёрная ладья · a7 чёрная пешка · b7 белый слон · c7 чёрная пешка · f7 чёрный король · g7 чёрный слон · h7 чёрная пешка · c6 белая пешка · e6 чёрная пешка · g6 чёрная пешка · b5 белый конь · d5 чёрный конь · e5 белая пешка · f5 чёрная пешка · f4 белая пешка · e3 белая пешка · h3 белая пешка · a2 белая пешка · b2 белая пешка · c1 белый король · d1 белая ладья · h1 белая ладья | b8 чёрная ладья · d8 чёрная ладья · a7 чёрная пешка · b7 белый слон · c7 чёрная пешка · f7 чёрный король · g7 чёрный слон · h7 чёрная пешка · c6 белая пешка · e6 чёрная пешка · g6 чёрная пешка · b5 белый конь · d5 чёрный конь · e5 белая пешка · f5 чёрная пешка · f4 белая пешка · e3 белая пешка · h3 белая пешка · a2 белая пешка · b2 белая пешка · c1 белый король · d1 белая ладья · h1 белая ладья | b8 чёрная ладья · d8 чёрная ладья · a7 чёрная пешка · b7 белый слон · c7 чёрная пешка · f7 чёрный король · g7 чёрный слон · h7 чёрная пешка · c6 белая пешка · e6 чёрная пешка · g6 чёрная пешка · b5 белый конь · d5 чёрный конь · e5 белая пешка · f5 чёрная пешка · f4 белая пешка · e3 белая пешка · h3 белая пешка · a2 белая пешка · b2 белая пешка · c1 белый король · d1 белая ладья · h1 белая ладья | b8 чёрная ладья · d8 чёрная ладья · a7 чёрная пешка · b7 белый слон · c7 чёрная пешка · f7 чёрный король · g7 чёрный слон · h7 чёрная пешка · c6 белая пешка · e6 чёрная пешка · g6 чёрная пешка · b5 белый конь · d5 чёрный конь · e5 белая пешка · f5 чёрная пешка · f4 белая пешка · e3 белая пешка · h3 белая пешка · a2 белая пешка · b2 белая пешка · c1 белый король · d1 белая ладья · h1 белая ладья | b8 чёрная ладья · d8 чёрная ладья · a7 чёрная пешка · b7 белый слон · c7 чёрная пешка · f7 чёрный король · g7 чёрный слон · h7 чёрная пешка · c6 белая пешка · e6 чёрная пешка · g6 чёрная пешка · b5 белый конь · d5 чёрный конь · e5 белая пешка · f5 чёрная пешка · f4 белая пешка · e3 белая пешка · h3 белая пешка · a2 белая пешка · b2 белая пешка · c1 белый король · d1 белая ладья · h1 белая ладья | b8 чёрная ладья · d8 чёрная ладья · a7 чёрная пешка · b7 белый слон · c7 чёрная пешка · f7 чёрный король · g7 чёрный слон · h7 чёрная пешка · c6 белая пешка · e6 чёрная пешка · g6 чёрная пешка · b5 белый конь · d5 чёрный конь · e5 белая пешка · f5 чёрная пешка · f4 белая пешка · e3 белая пешка · h3 белая пешка · a2 белая пешка · b2 белая пешка · c1 белый король · d1 белая ладья · h1 белая ладья | 3 |
| 2 | b8 чёрная ладья · d8 чёрная ладья · a7 чёрная пешка · b7 белый слон · c7 чёрная пешка · f7 чёрный король · g7 чёрный слон · h7 чёрная пешка · c6 белая пешка · e6 чёрная пешка · g6 чёрная пешка · b5 белый конь · d5 чёрный конь · e5 белая пешка · f5 чёрная пешка · f4 белая пешка · e3 белая пешка · h3 белая пешка · a2 белая пешка · b2 белая пешка · c1 белый король · d1 белая ладья · h1 белая ладья | b8 чёрная ладья · d8 чёрная ладья · a7 чёрная пешка · b7 белый слон · c7 чёрная пешка · f7 чёрный король · g7 чёрный слон · h7 чёрная пешка · c6 белая пешка · e6 чёрная пешка · g6 чёрная пешка · b5 белый конь · d5 чёрный конь · e5 белая пешка · f5 чёрная пешка · f4 белая пешка · e3 белая пешка · h3 белая пешка · a2 белая пешка · b2 белая пешка · c1 белый король · d1 белая ладья · h1 белая ладья | b8 чёрная ладья · d8 чёрная ладья · a7 чёрная пешка · b7 белый слон · c7 чёрная пешка · f7 чёрный король · g7 чёрный слон · h7 чёрная пешка · c6 белая пешка · e6 чёрная пешка · g6 чёрная пешка · b5 белый конь · d5 чёрный конь · e5 белая пешка · f5 чёрная пешка · f4 белая пешка · e3 белая пешка · h3 белая пешка · a2 белая пешка · b2 белая пешка · c1 белый король · d1 белая ладья · h1 белая ладья | b8 чёрная ладья · d8 чёрная ладья · a7 чёрная пешка · b7 белый слон · c7 чёрная пешка · f7 чёрный король · g7 чёрный слон · h7 чёрная пешка · c6 белая пешка · e6 чёрная пешка · g6 чёрная пешка · b5 белый конь · d5 чёрный конь · e5 белая пешка · f5 чёрная пешка · f4 белая пешка · e3 белая пешка · h3 белая пешка · a2 белая пешка · b2 белая пешка · c1 белый король · d1 белая ладья · h1 белая ладья | b8 чёрная ладья · d8 чёрная ладья · a7 чёрная пешка · b7 белый слон · c7 чёрная пешка · f7 чёрный король · g7 чёрный слон · h7 чёрная пешка · c6 белая пешка · e6 чёрная пешка · g6 чёрная пешка · b5 белый конь · d5 чёрный конь · e5 белая пешка · f5 чёрная пешка · f4 белая пешка · e3 белая пешка · h3 белая пешка · a2 белая пешка · b2 белая пешка · c1 белый король · d1 белая ладья · h1 белая ладья | b8 чёрная ладья · d8 чёрная ладья · a7 чёрная пешка · b7 белый слон · c7 чёрная пешка · f7 чёрный король · g7 чёрный слон · h7 чёрная пешка · c6 белая пешка · e6 чёрная пешка · g6 чёрная пешка · b5 белый конь · d5 чёрный конь · e5 белая пешка · f5 чёрная пешка · f4 белая пешка · e3 белая пешка · h3 белая пешка · a2 белая пешка · b2 белая пешка · c1 белый король · d1 белая ладья · h1 белая ладья | b8 чёрная ладья · d8 чёрная ладья · a7 чёрная пешка · b7 белый слон · c7 чёрная пешка · f7 чёрный король · g7 чёрный слон · h7 чёрная пешка · c6 белая пешка · e6 чёрная пешка · g6 чёрная пешка · b5 белый конь · d5 чёрный конь · e5 белая пешка · f5 чёрная пешка · f4 белая пешка · e3 белая пешка · h3 белая пешка · a2 белая пешка · b2 белая пешка · c1 белый король · d1 белая ладья · h1 белая ладья | b8 чёрная ладья · d8 чёрная ладья · a7 чёрная пешка · b7 белый слон · c7 чёрная пешка · f7 чёрный король · g7 чёрный слон · h7 чёрная пешка · c6 белая пешка · e6 чёрная пешка · g6 чёрная пешка · b5 белый конь · d5 чёрный конь · e5 белая пешка · f5 чёрная пешка · f4 белая пешка · e3 белая пешка · h3 белая пешка · a2 белая пешка · b2 белая пешка · c1 белый король · d1 белая ладья · h1 белая ладья | 2 |
| 1 | b8 чёрная ладья · d8 чёрная ладья · a7 чёрная пешка · b7 белый слон · c7 чёрная пешка · f7 чёрный король · g7 чёрный слон · h7 чёрная пешка · c6 белая пешка · e6 чёрная пешка · g6 чёрная пешка · b5 белый конь · d5 чёрный конь · e5 белая пешка · f5 чёрная пешка · f4 белая пешка · e3 белая пешка · h3 белая пешка · a2 белая пешка · b2 белая пешка · c1 белый король · d1 белая ладья · h1 белая ладья | b8 чёрная ладья · d8 чёрная ладья · a7 чёрная пешка · b7 белый слон · c7 чёрная пешка · f7 чёрный король · g7 чёрный слон · h7 чёрная пешка · c6 белая пешка · e6 чёрная пешка · g6 чёрная пешка · b5 белый конь · d5 чёрный конь · e5 белая пешка · f5 чёрная пешка · f4 белая пешка · e3 белая пешка · h3 белая пешка · a2 белая пешка · b2 белая пешка · c1 белый король · d1 белая ладья · h1 белая ладья | b8 чёрная ладья · d8 чёрная ладья · a7 чёрная пешка · b7 белый слон · c7 чёрная пешка · f7 чёрный король · g7 чёрный слон · h7 чёрная пешка · c6 белая пешка · e6 чёрная пешка · g6 чёрная пешка · b5 белый конь · d5 чёрный конь · e5 белая пешка · f5 чёрная пешка · f4 белая пешка · e3 белая пешка · h3 белая пешка · a2 белая пешка · b2 белая пешка · c1 белый король · d1 белая ладья · h1 белая ладья | b8 чёрная ладья · d8 чёрная ладья · a7 чёрная пешка · b7 белый слон · c7 чёрная пешка · f7 чёрный король · g7 чёрный слон · h7 чёрная пешка · c6 белая пешка · e6 чёрная пешка · g6 чёрная пешка · b5 белый конь · d5 чёрный конь · e5 белая пешка · f5 чёрная пешка · f4 белая пешка · e3 белая пешка · h3 белая пешка · a2 белая пешка · b2 белая пешка · c1 белый король · d1 белая ладья · h1 белая ладья | b8 чёрная ладья · d8 чёрная ладья · a7 чёрная пешка · b7 белый слон · c7 чёрная пешка · f7 чёрный король · g7 чёрный слон · h7 чёрная пешка · c6 белая пешка · e6 чёрная пешка · g6 чёрная пешка · b5 белый конь · d5 чёрный конь · e5 белая пешка · f5 чёрная пешка · f4 белая пешка · e3 белая пешка · h3 белая пешка · a2 белая пешка · b2 белая пешка · c1 белый король · d1 белая ладья · h1 белая ладья | b8 чёрная ладья · d8 чёрная ладья · a7 чёрная пешка · b7 белый слон · c7 чёрная пешка · f7 чёрный король · g7 чёрный слон · h7 чёрная пешка · c6 белая пешка · e6 чёрная пешка · g6 чёрная пешка · b5 белый конь · d5 чёрный конь · e5 белая пешка · f5 чёрная пешка · f4 белая пешка · e3 белая пешка · h3 белая пешка · a2 белая пешка · b2 белая пешка · c1 белый король · d1 белая ладья · h1 белая ладья | b8 чёрная ладья · d8 чёрная ладья · a7 чёрная пешка · b7 белый слон · c7 чёрная пешка · f7 чёрный король · g7 чёрный слон · h7 чёрная пешка · c6 белая пешка · e6 чёрная пешка · g6 чёрная пешка · b5 белый конь · d5 чёрный конь · e5 белая пешка · f5 чёрная пешка · f4 белая пешка · e3 белая пешка · h3 белая пешка · a2 белая пешка · b2 белая пешка · c1 белый король · d1 белая ладья · h1 белая ладья | b8 чёрная ладья · d8 чёрная ладья · a7 чёрная пешка · b7 белый слон · c7 чёрная пешка · f7 чёрный король · g7 чёрный слон · h7 чёрная пешка · c6 белая пешка · e6 чёрная пешка · g6 чёрная пешка · b5 белый конь · d5 чёрный конь · e5 белая пешка · f5 чёрная пешка · f4 белая пешка · e3 белая пешка · h3 белая пешка · a2 белая пешка · b2 белая пешка · c1 белый король · d1 белая ладья · h1 белая ладья | 1 |
|   | a | b | c | d | e | f | g | h |   |

1. d4 Кf6 2. c4 g6 3. Кc3 d5 4. Кf3 Сg7 5. Фb3 dc 6. Ф:c4 O-O 7. e4 Сg4 8. Сe3 Кfd7 9. O-O-O Кc6 10. h3 С:f3 11. gf Кb6 12. Фc5 f5 13. Кe2 Фd6 14. e5 Ф:c5+ 15. dc Кc4 16. f4 Лfd8 17. Сg2 К:e3 18. fe Кb4 19. С:b7 Лab8 20. c6 Крf7 21. Кd4 e6 22. Кb5 Кd5 (см. диаграмму)
23. Л:d5! ed 24. К:c7 Лdc8 25. С:c8 Л:c8 26. К:d5 Л:c6+ 27. Крd2 Крe6 28. Кc3, 1 : 0